# Inge Küster
Inge Küster, geb. Meyerhoff (* 30. August 1929 in Osterholz-Scharmbeck; † 21. September 2011 in Worpswede) war eine deutsche Unternehmerin und Sponsorin.

## Leben
Inge Küster wurde als Tochter des Polstermeisters Wilhelm Meyerhoff und dessen Ehefrau Käthe in Osterholz-Scharmbeck geboren. Sie machte eine Ausbildung als Sattlerin. Nach dem frühen Tod der Mutter – der Vater war bereits im Krieg gefallen – übernahm sie 1952 im Alter von 22 Jahren zusammen mit ihrem Mann Herbert Küster die am 1. März 1928 gegründete Firma. Anfangs belieferte das Paar die Kunden mit Traktor und Handwagen. Kontinuierlich bauten sie das Unternehmen zu einem der größten Möbelkaufhäuser der Region aus mit über 280 Beschäftigten und einer Verkaufsfläche von 35.000 m² sowie Filialen in Bremen, Bremerhaven, Bremervörde und Stuhr.
Herbert Küster verantwortete die Bereiche Einkauf, Verkauf und Werbung; Inge Küster übernahm die kaufmännische und organisatorische Leitung des Betriebes. Sie war zudem Vizepräsidentin der Industrie- und Handelskammer Stade für den Elbe-Weser-Raum und als ehrenamtliche Richterin beim Arbeitsgericht Verden und beim Finanzgericht Hannover tätig.
1998 übergab sie die Geschäftsführung an Wolfgang Röll. Sie starb 2011 in Worpswede.

## Käthe Meyerhoff GmbH nach Küsters Tod
2015 folgten der ehemalige Osterholzer Bürgermeister, Martin Wagener, und Jens Wendelken dem ausgeschiedenen Wolfgang Röll in der Geschäftsführung. 2016 wurde Wendelken als alleiniger Geschäftsführer bestellt.

## Engagement als Sponsorin
Inge Küster unterstützte aktiv soziale und sportliche Projekte wie u. a. die SOS-Kinderdörfer und die Nachwuchsförderung des Damen-Handballs. Sie selbst galt einmal als beste Fünfkämpferin Bremens und stand im Handball in der Nationalauswahl.

### Inge-Küster-Stiftung
1996 wurde die „Inge-Küster-Stiftung“ in Worpswede gegründet, die u. a. den weiblichen Jugendsport unterstützt.
Die Stiftung fördert insbesondere die Weiterentwicklung und das unternehmerische Vermächtnis von Inge Küster. Vorstandsvorsitzender ist der Bankmanager Fritz Bokelmann.

## Ehrungen
- 1996 wurde ihr das Verdienstkreuz 1. Klasse des Niedersächsischen Verdienstordens verliehen.[8]
- Sie ist Ehrenbürgerin der Stadt Osterholz-Scharmbeck.
- 2018 wurde das ehemalige Schul- und Spielkreisgebäude im Osterholzer Ortsteil Buschhausen in „Inge-Küster-Haus“ umgetauft, nachdem die Inge-Küster-Stiftung 310.000 € für den Umbau bereitgestellt hatte.[9]
- Der Platz vor dem Möbelkaufhaus wurde Inge-Küster-Platz benannt.